# Великое герцогство Гессен
Вели́кое ге́рцогство Ге́ссен (нем. Großherzogtum Hessen), часто также Гессен-Дармштадт; официально (с 1816 года) — Великое герцогство Гессенское и Рейнское (Прирейнское; нем. Großherzogtum Hessen und bei Rhein) — немецкое государство, существовавшее в 1806—1918 годах. Ландграфство Гессен-Дармштадт во главе с Гессенской династией было преобразовано в великое герцогство после роспуска Священной Римской империи в 1806 году.

## История
Из-за членства Гессена в Рейнском союзе герцогство, несмотря на присоединение в 1813 году к антинаполеоновской коалиции, по решению Венского конгресса потеряло территории, полученные в 1803 году от Наполеона. В компенсацию за утерянное герцогство Вестфалия, отошедшее к Пруссии, Гессен получил земли на западном берегу Рейна (Рейнгессен), включая стратегически важную крепость Майнц. Герцогство также потеряло Аморбах, отошедший к Баварии.
В 1820 году герцог даровал конституцию, которая однако в скором времени была изменена.
В 1866 году Гессен-Дармштадт был вынужден уступить Пруссии Гессен-Гомбург, значительную часть округа Гиссен, получив в компенсацию некоторую часть из бывших гессен-кассельских и нассауских земель. Кроме того, Гессен-Дармштадт был вынужден заплатить Пруссии 3 миллиона гульденов. В 1867 году северная часть великого герцогства (Обергессен) стала частью Северогерманского союза, в то время как южный Гессен в конфедерацию не вошёл.
После разных споров и военных устройств Гессен-Дармштадт был вынужден уступить требованиям Пруссии. Он участвовал во франко-прусской войне в 1870 году. А в 1871 году Гессен-Дармштадт вошёл в состав единой Германской империи.
Последний великий герцог Гессенский, Эрнст-Людвиг (брат императрицы Александры Фёдоровны), был свергнут Ноябрьской революцией в 1918 году, а бывшее герцогство было преобразовано в Народное государство Гессен.
В 1949 году большая часть Гессена вместе с бывшей прусской провинцией Гессен-Нассау и районом Вальдек Рейнской провинции вошли в состав федеральной земли Гессен. Рейнский Гессен — в состав земли Рейнланд-Пфальц.

## Описание страны

### Административное деление
Великое герцогство Гессен состояло из трёх провинций:
- Штаркенбург (главный город региона — Дармштадт, столица государства) — на правом берегу Рейна.
- Рейнгессен (главный город региона — Майнц) — на левом берегу Рейна; присоединён по решению Венского конгресса; до этого эта территория относилась к княжествам-епископствам Майнц и Вормс, а также к Курпфальцу. Долгое время имел более прогрессивную, чем остальная часть страны, правовую систему, основанную на французской наполеоновской.
- Обергессен (главный город региона — Гиссен) — севернее Майна; отделялся от Штаркенбурга территорией Вольного города Франкфурта-на-Майне, который был аннексирован Пруссией в 1866 году.

Представительные органы провинций — провинциальные ландтаги, исполнительные — провинциальные комитеты во главе с провинциал-директорами (нем. Provinzialdirektor).

### Религия
Исторические земли Гессен-Дармштадта являлись протестантскими и той же религии придерживались правители. Однако, в присоединённом в 1816 году Рейнгессене абсолютное большинство населения составляли католики. Их духовным окормлением занималась Епархия Майнца, которая до 1803 года являлась и светским сеньором значительной части этой территории (см. Майнцское курфюршество), а после 1816 года сохранила лишь собственно церковные права. Это приводило к значительным трениям между правителями Гессена (протестантами) и архиепископами Майнца (католиками).
Одной из центральных фигур этого конфликта был Вильгельм фон Кеттелер, занимавший майнцскую епископскую кафедру в 1850—1877 годах. Сперва епископ фон Кеттелер ратовал за политику примирения католиков и протестантов (вплоть до создания совместных молитвенных обществ), однако, после объединения Германии, когда Бисмарк начал проводить на всей её территории (в том числе, в Гессене) так называемую политику культуркампфа, епископ Кеттелер дошёл в своей оппозиции Бисмарку до того, что в 1874 году запретил своему духовенству принимать участие в праздновании годовщины битвы при Седане и объявил Рейн «католической рекой».

### Население
Согласно ЭСБЕ, «население в 1890 г. равнялось 993 тыс. чел., из них в Штаркенбурге 420 тыс., в Обергессене 266 тыс., в Рейнгессене 308 тыс.». Согласно тому же источнику, 68% жителей страны являлись протестантами, 29% — католиками, 3% — евреями.

### Экономика и культура (по состоянию на 1890 год)
Согласно ЭСБЕ, земледелие в Гессене было хорошо развито, чему способствовали сельскохозяйственные общества и институты, земледельческие школы. Под сельскохозяйственные нужды было занято 64,3 % всех земель (в том числе 49,9 % — под поля и сады; 13,1 % — под луга и пастбища; 1,3 % — под виноградники). В Гессене выращивались зерновые и бобовые культуры, картофель, репу, рапс, мак, табак, лён, овощи и виноград, производили вино. Развито было разведение крупного рогатого скота и лошадей, а также свиноводство.
Что касается полезных ископаемых, то в Обергессене добывались бурый уголь, железная и марганцевая руда, а в Штаркенбурге — торф и мрамор. Кроме того в Гессене на нескольких фабриках производили пищевую соль.
Промышленность, по тем временам, была хорошо развита, особенно в Майнце, Вормсе и Оффенбахе. На гессенских заводах и фабриках производились: лакированные ботинки и портфели, мебель для дворянского обихода, табак и сигары, шляпы, полотно, гобелены (шпалеры), пиво. Тяжёлая промышленность была представлена станко- и вагоностроением. Имелось несколько собственно гессенских частных банков.
Уровень грамотности в Гессене был одним из самых высоких в Европе, среди новобранцев, призванных в армию в 1882—1883 годах лишь 0,3 % не получили базового школьного образования в народных школах. Кроме народных школ (где изучались чтение, письмо, счёт), в Гессене имелись 7 гимназий, 4 реальных училища первого разряда и 12 второго, университет в Гиссене, высшая техническая школа в Дармштадте, духовная семинария в Фридберге, епископская семинария в Майнце, две учительских семинарии (в Фридберге и Бенсгейме), промышленные, коммерческие и ремесленные школы.
В Дармштадте имелись Придворная библиотека и музей. В стране функционировало несколько научных и художественных обществ.

### Государственное устройство
Глава государства — Великий Герцог. Законодательный орган — Гессенские земские штаты (Hessische Landstände), состояли из Первой палаты (Erste Kammer), состоявшей из титулованного дворянства, и Второй палаты (Zweite Kammer), избиравшейся выборщиками на основе имущественного ценза сроком на 5 лет. Исполнительный орган — Гессенское общее министерство (Hessische Gesamtministerium), назначалось Великим Герцогом и перед ним же отчитывалось.

## Вооружённые силы
Гессен имел собственную армию, включавшую себя подразделения пехоты, кавалерии, артиллерии и ландвера. После объединения Германии они были влиты в состав Германской армии, но сохранили определённую автономию.
Подразделения гессенского ландвера:
- 1-й Батальон ландвера Дармштадта (нем. Landwehr-Bataillon 1. Darmstadt). В дальнейшем был влит в состав 115-го (1-го гессенского) пехотного полка ландвера. Территория комплектования: районы Дармштадт и Оффенбах.
- Батальон ландвера Фридберга (нем. Landwehr-Bataillon Friedberg). В дальнейшем был влит в состав 115-го (1-го гессенского) пехотного полка ландвера. Территория комплектования: районы Дармштадт и Оффенбах.
- Батальон ландвера Гиссена (нем. Landwehr-Bataillon Gießen). В дальнейшем на его основе был развёрнут 116-й (2-й гессенский) пехотный полк ландвера. Территория комплектования: районы Гиссен, Грюнберг, Альсфельд, Лаутербах, Шоттен и Нидда.
- 2-й Батальон ландвера Дармштадта (нем. Landwehr-Bataillon 2. Darmstadt). В дальнейшем был влит в состав 117-го (3-го гессенского) пехотного полка ландвера. Территория комплектования: районы Дибург, Бенсхайм и Гросс-Герау.
- Батальон ландвера Эрбаха (нем. Landwehr-Bataillon Erbach i.O.). В дальнейшем был влит в состав 117-го (3-го гессенского) пехотного полка ландвера.  Территория комплектования: Нойштадт, Эрбах, Линденфельс, Хеппенхайм и Вимпен.
- Батальон ландвера Майнца (нем. Landwehr-Bataillon Mainz). В дальнейшем был влит в состав 118-го (4-го гессенского) пехотного полка ландвера. Территория комплектования: районы Майнц и Бинген.
- Батальон ландвера Вормса (нем. Landwehr-Bataillon Worms). В дальнейшем был влит в состав 118-го (4-го гессенского) пехотного полка ландвера. Территория комплектования: районы Вормс, Оппенхайм и Альцай.